# الکترونیک گیمز
الکترونیک گیمز (انگلیسی: Electronic Games) اولین مجلهٔ بازی‌های الکترونیکی است که در ایالات متحده و به صورت ماهنامه، منتشر گردید. این مجله از اکتبر سال ۱۹۸۱ تا ۱۹۹۷ تحت عناوین مختلفی چاپ می‌گردید.